# Vonn Bell
Vonn Christian Bell (Chattanooga, Tennessee, 12 de diciembre de 1994) más conocido como Vonn Bell, apodado VBA, es un jugador profesional estadounidense de fútbol americano que se desempeña en la posición de safety en Cincinnati Bengals, equipo de la National Football League (NFL).

## Carrera
Fue seleccionado en la segunda ronda en la Reunión Anual de Selección de Jugadores de la NFL de 2016. Hizo su debut profesional con el equipo New Orleans Saints, en el cual jugó cuatro temporadas (2016-2020), después pasó a Cincinnati Bengals (2020-2023), luego a Carolina Panthers, donde jugó una temporada, en 2024 se cambió a Cincinnati Bengals.